# Eriosyce taltalensis
Eriosyce taltalensis ist eine Pflanzenart in der Gattung Eriosyce aus der Familie der Kakteengewächse (Cactaceae). Das Artepitheton taltalensis verweist auf das Vorkommen der Art bei Taltal.

## Beschreibung
Eriosyce taltalensis wächst mit fast kugelförmigen, kugelförmigen oder verlängerten Trieben und erreicht Durchmesser von 3 bis 15 Zentimeter. Die Wurzel ist eine kurze, konische Pfahlwurzel. Es sind acht bis 13 Rippen vorhanden, die gekerbt sind und dadurch Höcker bilden. Die darauf befindlichen Areolen sind eingesunken. Die unregelmäßig angeordneten, geraden bis gebogenen Dornen sind dunkelbraun bis schwarz. Die sechs bis zwölf Mitteldornen sind 2 bis 4 Zentimeter, die ebenfalls sechs bis zwölf Randdornen 3 bis 20 Millimeter lang.
Die schmal bis breit trichterförmigen Blüten sind fuchsienrot bis rosafarben bis cremeweiß oder hellgelb bis weiß und erscheinen aus jungen Areolen. Sie sind 3 bis 4 Zentimeter lang und weisen einen Durchmesser von 2 bis 3,5 Zentimeter auf. Ihr Perikarpell und die Blütenröhre sind Wolle und häufig mit verdrehten Borsten besetzt. Die verlängerten Früchte öffnen sich mit einer basalen Pore.

## Verbreitung, Systematik und Gefährdung
Eriosyce taltalensis ist im Norden der chilenischen Region Atacama in küstennahen Gebieten verbreitet.
Die Erstbeschreibung als Neoporteria taltalensis erfolgte 1955 durch Paul Clifford Hutchison. Fred Kattermann stellte die Art 1994 in die Gattung Eriosyce. Weitere nomenklatorische Synonyme sind Neochilenia taltalensis (Hutchison) Backeb. (1959) und Pyrrhocactus taltalensis (Hutchison) F.Ritter (1959).
Es werden folgende Unterarten unterschieden:
- Eriosyce taltalensis subsp. taltalensis
- Eriosyce taltalensis subsp. pygmaea (F.Ritter) Ferryman

In der Roten Liste gefährdeter Arten der IUCN wird die Art als „Vulnerable (VU)“, d. h. als gefährdet geführt.

## Nachweise